# 喬納森·派柏邦
喬納森·羅伯特·派柏邦（Jonathan Robert Papelbon，1980年11月23日—）2016年是華盛頓國民隊的終結者。

## 球種
主要球種為速球及快速指叉球、滑球交叉使用。

## 紀錄
派柏邦2006年至2008年美國聯盟冠軍賽，創下連續25局未失分的紀錄。

## 外部連結
- 球員資訊和成績在MLB ，ESPN ，Retrosheet ，Baseball Reference ，Baseball Reference (Minors) ，Fangraphs ，The Baseball Cube （英文）